# Дегазация (оружие)
Дегазация — один из видов обеззараживания, представляющий собой уничтожение (нейтрализацию) отравляющих веществ (боевых отравляющих веществ) или удаление их с зараженной поверхности, местности, сооружений, одежды и т. д. в целях снижения заражённости до допустимой нормы или полного исчезновения.
Дегазация проводится физическим, химическим и механическим способами. Механический способ предполагает удаление аварийно химических опасных веществ с поверхности, территории, отдельных предметов. Физический способ предполагает обработку зараженных предметов и материалов горячим воздухом, водяным паром. При применении этих двух способов сильно действующие ядовитые вещества не разрушаются, а только удаляются. К числу Д. в. могут быть отнесены различные органические растворители (моторные топлива, спирт и др.) и растворы моющих веществ. Однако при их использовании происходит только "физическая" дегазация (удаление ОВ в результате его растворения или эмульгирования). Такая дегазация не обеспечивает полного удаления ОВ и в ряде случаев оказывается недостаточной. Химический же способ уничтожает (нейтрализует) сильно действующие ядовитые вещества посредством их разложения и перевода в другие, нетоксичные соединения с помощью специальных дегазирующих веществ окислительно-хлорирующего и щелочного действия. В качестве дегазирующих веществ применяют хлорную известь, хлорамины, перманганат калия, перекись водорода, карбонат натрия, гидроксид натрия, гидрокарбонат аммония, аммиачную воду, алкоголяты щелочных металлов.
Дегазация проводится путём протирания зараженных поверхностей дегазирующими растворами с помощью щеток, ветоши и специальной техники, а также газовым потоком с помощью тепловых машин. Дегазация одежды, обуви и предметов домашнего обихода из различных тканей может производиться путём проветривания, кипячения, обработки водяным паром. Дегазация территорий может осуществляться путём поливки дегазирующими растворами, распыления сухих дегазирующих средств, срезания и удаления верхнего зараженного слоя почвы (снега) или изоляции зараженной поверхности с использованием настилов из соломы, досок и др. Зараженный слой грунта срезают и вывозят в специально отведенные места для захоронения или засыпают его песчаной землёй, гравием, щебнем.

## Дегазация ФОВ (фосфорорганические отравляющие вещества)
- Зарин – водные и водно-спиртовые растворы (гидроксид натрия NaOH, гидроксид калия KOH, Аммиак NH3, ...), а также растворы перекиси водорода H2O2 и производных гидроксиламина в слабощелочной среде.
- Зоман – так же как и зарин, но ещё необходимо на пострадавшего надеть противогаз; с кожи или одежды удаляют видимые капли тампонами и обрабатывают заражённые места водно-спиртовым раствором NH3.
- VX - на пострадавшего надевают противогаз и защитную одежду; дегазация эффективна не позднее пяти минут; используются алкоголяты аминоспиртов и целлозольвов (в неводных смесях растворителя).
- Табун - легко взаимодействует с растворами аммиака и аминов, продукты дегазации ядовиты, так как содержат соли синильной кислоты.
- Д. в., полученные на основе некоторых алкоголятов натрия и аминов (DS-2, США), обладают универсальным действием по отношению к различным ФОВ. Их дегазирующее действие основано на реакциях дегидрохлорирования иприта и алкоголиза фосфорорганических ОВ.